# Raine Gustafsson
Bernt Raine Conny Gustafsson, född 10 november 1952 i Stockholm, död 18 juli 2012 i Skarpnäcks församling i Stockholm, var en svensk författare och krönikör i tidningen Situation Stockholm. Han belönades 2005 med Bernspriset för sina dagböcker.

## Priser och utmärkelser
- Bernspriset 2005